# Nanilla delauneyi
Nanilla delauneyi är en skalbaggsart som beskrevs av Edmond Jean-Baptiste Fleutiaux och Sallé 1889. Nanilla delauneyi ingår i släktet Nanilla och familjen långhorningar.
Artens utbredningsområde är Guadeloupe. Inga underarter finns listade i Catalogue of Life.